# MIFA (Radsportteam)
MIFA war ein professionelles deutsches Radsportteam, das von 1925 bis 1931 bestand. Sponsor war das Unternehmen MIFA Mitteldeutsche Fahrradwerke aus Sangerhausen, die Fahrräder produzierte.

## Geschichte
1925 wurde ein erstes Radsportteam von Berufsfahrern für den Straßenradsport aufgebaut. Erster Sportlicher Leiter war der Radrennfahrer Erich Aberger. Bedeutende Erfolge waren die Siege bei Rund um Berlin 1925 (Oskar Tietz), bei Paris–Tours 1927 (Heiri Suter), in der Meisterschaft von Zürich (Kastor Notter), der Gewinn des Giro d’Italia 1928 durch Alfredo Binda, Rund um Köln 1928 (Alfredo Binda) und Giro del Veneto 1928 (Binda).

## Erfolge
1925
- Großer Sachsenpreis
- Rund um Berlin
- eine Etappe Zürich–Berlin

1927
- Paris–Tours
- Meisterschaft von Zürich
- Tour du Lac Léman

1928
- Gesamtwertung und elf Etappen Giro d’Italia
- Italienische Meisterschaft Straßenrennen
- Rund um Köln
- Giro del Veneto

1930
- drei Etappen Deutschlandrundfahrt

## Bekannte Fahrer
- Alfredo Binda
- Kastor Notter
- Domenico Piemontesi
- Heiri Suter
- Oskar Tietz
- Bruno Wolke
- Rudolf Wolke